# Финал Кубка Гагарина 2009
Финал Кубка Гагарина 2009 — решающая серия первого розыгрыша Кубка Гагарина в сезоне 2008/09 годов Континентальной хоккейной лиги.
В решающих матчах участвовали казанский «Ак Барс» и ярославский «Локомотив». «Ак Барс» был близок к вылету из плей-офф в 1/4 финала, когда в решающем пятом матче сравнял счёт в матче против «Авангарда» усилиями Ильи Никулина лишь за 15 секунд до конца третьего периода, а затем победил в овертайме.

## Общая информация
Финальная серия стартовала 2 апреля матчем на площадке «Ак Барса», который был посеян в плей-офф под вторым номером («Локомотив» — под третьим).
После сухой победы «Локомотива» в первом матче в Казани (3:0), ярославцы и во второй игре повели 3:0 уже к 14-й минуте, но «Ак Барс» сумел сравнять счёт за 74 секунды до конца третьего периода. В овертайме Первышин принёс победу хозяевам уже через 47 секунд, это была единственная шайба Первышина в 21 матче плей-офф того года.
«Локомотив» повёл в серии 3-2 после победы в Казани и проводил шестой матч на своей площадке. В третьем периоде «Локомотив» вёл 2:1 после шайб Иргла и Михнова, заброшенных за 62 секунды, но за 12 минут до конца Зарипов сравнял счёт. В овертайме победную шайбу уже через 62 секунды после начала забросил нападающий «Ак Барса» Хентунен с передачи Капанена.
В седьмом матче в Казани счёт не был открыт до середины третьего периода, когда единственную шайбу в матче забросил капитан «Ак Барса» Алексей Морозов с передачи Первышина. Впервые в серии на ноль сыграл финский голкипер «Ак Барса» Фредрик Норрена, отразивший 20 бросков.

## Результат серии
Синим выделены заброшенные шайбы домашней команды
| Команда      | 2.04 | 3.04 | 5.04 | 6.04 | 8.04 | 10.04 | 12.04 | Итог |
| ------------ | ---- | ---- | ---- | ---- | ---- | ----- | ----- | ---- |
| Ак Барс      | 0    | 4    | 0    | 5    | 2    | 3     | 1     | 4    |
| Локомотив Яр | 3    | 3    | 3    | 2    | 3    | 2     | 0     | 3    |

## Результаты матчей
| 2 апреля 2009 | \| «Ак Барс» \| 0 : 3 (0:0, 0:3, 0:0) отчёт \| «Локомотив» \| \| \| Голы \| З. Иргл 28’13" (бол.) К. Руденко 31’53" З. Иргл 37’03" (бол.) \| | Татнефть-Арена Зрителей: 8240 Судьи: Раводин, Оленин          |
| «Ак Барс»     | 0 : 3 (0:0, 0:3, 0:0) отчёт | «Локомотив»                                                   |
|               | Голы | З. Иргл 28’13" (бол.) К. Руденко 31’53" З. Иргл 37’03" (бол.) |

| 3 апреля 2009                                                                     | \| «Ак Барс» \| 4 : 3 ОТ (1:3, 0:0, 2:0, 1:0) отчёт \| «Локомотив» \| \| Т. Мортенссон 16’33" (бол.) Д. Обухов 49’43" И. Никулин 58’46" А. Первышин 60’47" \| Голы \| А. Яшин 08’48" (бол.) Н. Клюкин 09’02" С. Коньков 13’13" \| | Татнефть-Арена Зрителей: 7882 Судьи: Семёнов, Карабанов  |
| «Ак Барс»                                                                         | 4 : 3 ОТ (1:3, 0:0, 2:0, 1:0) отчёт | «Локомотив»                                              |
| Т. Мортенссон 16’33" (бол.) Д. Обухов 49’43" И. Никулин 58’46" А. Первышин 60’47" | Голы | А. Яшин 08’48" (бол.) Н. Клюкин 09’02" С. Коньков 13’13" |

| 5 апреля 2009                                                    | \| «Локомотив» \| 3 : 0 (1:0, 2:0, 0:0) отчёт \| «Ак Барс» \| \| М. Нильсон 03’44" (бол.) З. Иргл 32’32" (бол.) Ю. Окерман 39’11" \| Голы \| \| | Арена 2000 Зрителей: 9046 Судьи: Захаров, Буланов |
| «Локомотив»                                                      | 3 : 0 (1:0, 2:0, 0:0) отчёт | «Ак Барс»                                         |
| М. Нильсон 03’44" (бол.) З. Иргл 32’32" (бол.) Ю. Окерман 39’11" | Голы |                                                   |

| 6 апреля 2009                              | \| «Локомотив» \| 2 : 5 (1:2, 1:3, 0:0) отчёт \| «Ак Барс» \| \| Ю. Окерман 17’41" (бол.) Вашичек Й. 28’38" \| Голы \| А. Морозов 02’42" (бол.) Ю. Хентунен 08’31" Д. Обухов 21’01" Ю. Хентунен 21’28" Т. Мортенссон 34’56" (бол.) \| | Арена 2000 Зрителей: 9046 Судьи: Горский, Кулаков                                                           |
| «Локомотив»                                | 2 : 5 (1:2, 1:3, 0:0) отчёт | «Ак Барс»                                                                                                   |
| Ю. Окерман 17’41" (бол.) Вашичек Й. 28’38" | Голы | А. Морозов 02’42" (бол.) Ю. Хентунен 08’31" Д. Обухов 21’01" Ю. Хентунен 21’28" Т. Мортенссон 34’56" (бол.) |

| 8 апреля 2009                      | \| «Ак Барс» \| 2 : 3 (1:0, 0:1, 1:2) отчёт \| «Локомотив» \| \| Д. Зарипов 06’35" Д. Обухов 43’54" \| Голы \| А. Кудашов 22’39" А. Михнов 41’48" Й. Вашичек 46’57" \| | Татнефть-Арена Зрителей: 8295 Судьи: Кулаков, Оленин |
| «Ак Барс»                          | 2 : 3 (1:0, 0:1, 1:2) отчёт | «Локомотив»                                          |
| Д. Зарипов 06’35" Д. Обухов 43’54" | Голы | А. Кудашов 22’39" А. Михнов 41’48" Й. Вашичек 46’57" |

| 10 апреля 2009                  | \| «Локомотив» \| 2 : 3 ОТ (0:1, 0:0, 2:1, 0:1) отчёт \| «Ак Барс» \| \| З. Иргл 44’43" А. Михнов 45’45" \| Голы \| А. Морозов 19’41" Д. Зарипов 48’02" Ю. Хентунен 61’08" \| | Арена 2000 Зрителей: 9046 Судьи: Буланов, Захаров      |
| «Локомотив»                     | 2 : 3 ОТ (0:1, 0:0, 2:1, 0:1) отчёт | «Ак Барс»                                              |
| З. Иргл 44’43" А. Михнов 45’45" | Голы | А. Морозов 19’41" Д. Зарипов 48’02" Ю. Хентунен 61’08" |

| 12 апреля 2009    | \| «Ак Барс» \| 1 : 0 (0:0, 0:0, 1:0) отчёт \| «Локомотив» \| \| А. Морозов 50’04" \| Голы \| \| | Татнефть-Арена Зрителей: 8294 Судьи: Буланов, Захаров |
| «Ак Барс»         | 1 : 0 (0:0, 0:0, 1:0) отчёт                                                                      | «Локомотив»                                           |
| А. Морозов 50’04" | Голы                                                                                             |                                                       |

| Обладатель Кубка Гагарина 2009 |
| ------------------------------ |
| Ак Барс первый титул           |